# Tonnoiraptera
Tonnoiraptera es un género monotípico de dípteros nematóceros perteneciente a la familia Limoniidae. Su única especie: Tonnoiraptera neozelandica, se distribuye por Nueva Zelanda.